# Veliki Slatnik
Veliki Slatnik este o localitate din comuna Novo mesto, Slovenia, cu o populație de 127 de locuitori.